# جري جاش
يعد ركض غيش أسلوبًا بلاغيًا يحاول من خلاله أحد الأشخاص في المناظرة التغلب على خصمه من خلال تقديم عدد كبير جدًا من الحجج دون أي اعتبار لدقة تلك الحجج أو قوتها. يعطي ركض غيش الأولوية لكمية حجج الراكض على حساب جودتها. تمت صياغة هذا المصطلح في عام 1994 من قبل عالم الأنثروبولوجيا يوجيني سكوت، الذي أطلق عليه اسم عالم الخلق الأمريكي دوان غيش، وجادل بأن غيش استخدم هذه التقنية بشكل متكرر عند تحدي الحقيقة العلمية للتطور

## الإستراتيجية
خلال ركض غيش، يواجه المناظر خصمه بمجموعه سريعة من الحجج الخادعة، و أنصاف الحقائق ، والتضليل، والأكاذيب الصريحة في فترة زمنية قصيرة، مما يجعل من المستحيل على الخصم دحضها جميعًا في صيغة مناقشة رسمية.  كل نقطة يثيرها غيش غالوبر تستغرق وقتًا أطول بكثير لدحضها أو التحقق من صحتها مما كانت عليه في المقام الأول، وهو ما يُعرف على الإنترنت باسم قانون براندوليني .  يهدر هذا الأسلوب وقت الخصم وقد يؤدي للشك في قدرة الخصم على المناظرة أمام جمهور غير معتاد على هذا الأسلوب، خاصة إذا لم يكن هناك تدقيق مستقل للحقائق أو إذا كانت معرفة الجمهور بالموضوعات محدودة. 
1. ↑  
Logan 2000
Sonleitner 2004.
2. ↑  Hayward 2015، صفحة 67.
3. ↑  Grant 2011، صفحة 74.